# Lotus 99T
A Lotus 99T egy Formula–1-es versenyautó, amelyet a Team Lotus tervezett az 1987-es Formula–1 világbajnokságra. Pilótái Nakadzsima Szatoru és Ayrton Senna voltak.

## Áttekintés
Miután a Renault az 1986-os idény végén kivonult a Formula–1-ből, a Lotus a Hondával szerződött le. A Honda ekkor a Williams csapattal is partnerkapcsolatban állt, így a Lotus nem a legújabb specifikációjú motort, hanem az eggyel korábbit, az RA166E-t kapta meg. Továbbá a Honda hozta magával pilótáját, a szintén japán Nakadzsima Szatorut is.
Ebben az évben a csapat új főszponzort is kapott, a korábban hosszú évekig az autókon látható fekete-arany "John Player Special" festés eltűnt, helyettük a "Camel" cigaretta sárga-kékjébe öltözött a 99T.
Ez volt a csapat második autója, melybe beszerelték az aktív felfüggesztést, mellyel még a Lotus 92-esben kísérleteztek. A rendszer vitathatatlan előnye volt a változtatható hasmagasság és ennek köszönhetően a jobb tempó - hátránya volt viszont a rendszerhez kapcsolódó kb. 25 kilogrammos túlsúly, valamint a működtetéshez szükséges kb. 5 százalékos motorteljesítmény-csökkenés. A 99T egy tömzsi kasztnijú autó volt, amely mégis képes volt futamot nyerni a Williams, a McLaren és a Ferrari áramvonalas autói mellett, egyenesekben pedig a leggyorsabb volt.
A szezon eleji teszteket követően Senna javasolta a csapatnak, hogy maradjanak az aktív felfüggesztés használatánál, mert azzal kompenzálni tudják a régebbi motor okozta hátrányokat, amellett a gumik is kevésbé kopnak. Senna kétszer nyert: egyszer Monacóban, egyszer Detroitban - mindkettő hepehupás városi pálya volt, ahol a rendszer előnyei jól láthatóak voltak, de a többi pályán már nem látszott nagy különbség.

## Az idény
Senna két győzelme mellé hat dobogót is begyűjtött, így ő és a csapat is harmadikok lettek a világbajnokságban. Detroiti győzelme volt a Lotus csapat legutolsó győzelme a Formula–1-ben. Olaszországban is nyerhetett volna, ám az erősen elkopott gumikon hibázott, és Nelson Piquet átvette tőle a vezetést. Az utolsó versenyéről diszkvalifikálták, szabálytalan fékvezetékek miatt. Egész évben egyetlen pole pozíciót szerzett csak, debütáló évét leszámítva karrierje során sosem szerzett ilyen keveset. Az év végén átigazolt a McLaren csapatához, amely a Honda motorokat is megkapta.
Nakadzsima teljesítménye Sennáéhoz képest jóval hullámzóbb volt. Nyíltan megvallotta, hogy a gyors pályák fekszenek neki, a technikásabb, kanyargósabbak viszont egyáltalán nem. Monacóban egy rosszul sikerült időmérő után is csak 10. lett,  Detroitban az utolsó sorból indult és már az első körben kiesett, a magyar nagydíjon pedig kiesése előtt a 17. helyen haladt. Legjobb eredménye egész évben egy negyedik hely volt a brit nagydíjon. Egész évben mindössze 7 pontot szerzett, legjobb időmérős teljesítménye hazai pályán volt, a japán nagydíjon, ahol a 11. helyről indult. Autójára kamerát szereltek, így a televíziós közvetítések során általában őt mutatták verseny közben belső nézetből.
A 99T lett az alapja a 100T-nek, ami lényegében csak az átalakított első és hátsó szárnyakban, a kisebb üzemanyagtankban, a nagyobb tengelytávban és keskenyebb kasztniban, valamint az aktív felfüggesztés hiányában különbözik.

## Más megjelenések
Az autó szerepel a 2001-es Gran Turismo 3 című játékban mint "F687/S", valamint az 1987-es "Rad Racer" és "Continental Circus" című játékokban.

## Eredmények
(félkövérrel jelölve a pole pozíció)
| Év   | Csapat           | Motor        | Gumik | Pilóták            | 1   | 2   | 3   | 4   | 5   | 6   | 7   | 8   | 9   | 10  | 11  | 12  | 13  | 14  | 15  | 16  | Pontok | Helyezés |
| ---- | ---------------- | ------------ | ----- | ------------------ | --- | --- | --- | --- | --- | --- | --- | --- | --- | --- | --- | --- | --- | --- | --- | --- | ------ | -------- |
| 1987 | Camel Team Lotus | Honda RA166E | G     |                    | BRA | SMR | BEL | MON | DET | FRA | GBR | GER | HUN | AUT | ITA | POR | ESP | MEX | JPN | AUS | 64     | 3.       |
| 1987 | Camel Team Lotus | Honda RA166E | G     | Nakadzsima Szatoru | 7   | 6   | 5   | 10  | KI  | NK  | 4   | KI  | KI  | 13  | 11  | 8   | 9   | KI  | 6   | KI  | 64     | 3.       |
| 1987 | Camel Team Lotus | Honda RA166E | G     | Ayrton Senna       | KI  | 2   | KI  | 1   | 1   | 4   | 3   | 3   | 2   | 5   | 2   | 7   | 5   | KI  | 2   | DSQ | 64     | 3.       |

## Fordítás
Ez a szócikk részben vagy egészben  a   Lotus 99T című angol Wikipédia-szócikk ezen változatának fordításán alapul.  Az eredeti cikk szerkesztőit annak laptörténete sorolja fel. Ez a jelzés csupán a megfogalmazás eredetét és a szerzői jogokat jelzi, nem szolgál a cikkben szereplő információk forrásmegjelöléseként.